# Proserpinaca intermedia
Proserpinaca intermedia är en slingeväxtart som beskrevs av Mackenzie. Proserpinaca intermedia ingår i släktet Proserpinaca och familjen slingeväxter. Inga underarter finns listade i Catalogue of Life.